# Żyła tarczowa środkowa

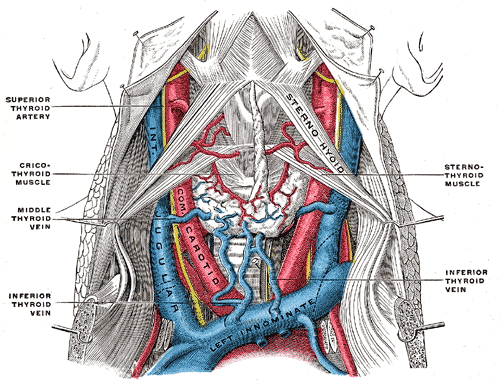
Naczynia i nerwy szyi. Żyła tarczowa środkowa podpisana middle thyroid vein.

Żyła tarczowa środkowa (łac. vena thyroidea media) – w anatomii człowieka niestała żyła gruczołu tarczowego. Może występować jako odmiana jednej z żył tarczowych górnych, przebiegająca niżej od nich lub jako odmiana żyły tarczowej dolnej przesunięta wyżej niż normalnie. Wpada samodzielnie do żyły szyjnej wewnętrznej.